# Maria Rosenkranzkönigin (Pasing)

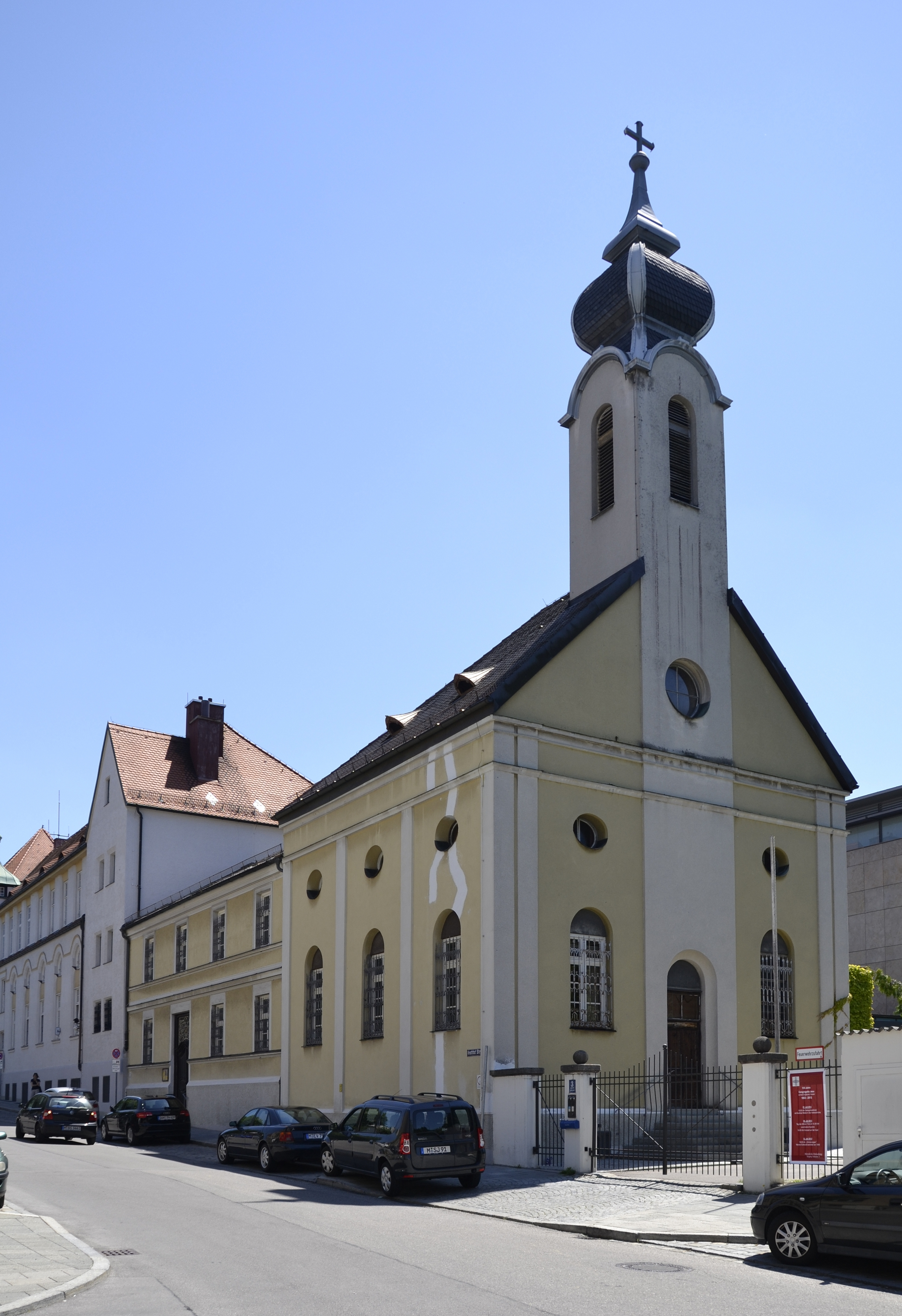
Maria-Rosenkranzkönigin-Kirche in Pasing

Die römisch-katholische Kirche Maria Rosenkranzkönigin im Münchner Stadtteil Pasing gehört dem Orden der Englischen Fräulein.
Die Kirche wurde 1890 erbaut und am 11. Oktober 1891 vom Münchner Erzbischof Antonius von Thoma eingeweiht. Die Schäden des Zweiten Weltkriegs wurden 1945 renoviert.
Der Altar wurde im Stil des Neurokoko gestaltet. Richard Holzner schuf das Altargemälde mit der Verleihung des Rosenkranzes an den heiligen Dominikus und die heilige Rosa von Lima und weitere Malereien der Kirche.
Die Kirche wird von der Kirchengemeinde Maria Schutz betreut.